# Mario Mantovani
Mario Emilio Mantovani (Arconate, 28 luglio 1950) è un politico e imprenditore italiano, già vicepresidente della Regione Lombardia, sottosegretario di Stato alle infrastrutture nel Governo Berlusconi IV, senatore della Repubblica, sindaco di Arconate e parlamentare europeo.
Ha legato tanta parte della propria esperienza politica ai partiti guidati da Silvio Berlusconi: per Forza Italia è stato responsabile enti locali per la Lombardia; con l'avvento de Il Popolo della Libertà (di cui è stato coordinatore regionale lombardo) ha ricoperto il ruolo di responsabile nazionale delle politiche sociali e dell'ufficio elettorale, come rappresentante del settore difensori del voto e rappresentanti di lista. Resta a fianco del Cavaliere (che nel 2013 rifonda Forza Italia) fino al 2016, allorché intraprende un diverso percorso: nel 2018 sceglie di aderire a Fratelli d'Italia.

## Biografia
Nato ad Arconate (Milano), dov'è tutt'ora residente, è sposato con Marinella e ha due figli: Vittorio e Lucrezia, quest'ultima a sua volta impegnatasi in politica, si è laureato in lingue e letterature straniere ed è stato, dal 1981 al 1986, direttore dell'istituto Padre Beccaro di Milano.
Nel 1990 fonda la onlus Sodalitas, che a Bellaria-Igea Marina ha una serie di residenze e colonie estive.
Nel 1996 apre la Fondazione Mantovani, specializzata nella costruzione e gestione di residenze sanitarie assistenziali per anziani. Tramite essa gestisce quattro Rsa in provincia di Milano, che sommate a quelle guidate da Sodalitas fanno undici strutture e 830 posti letto, tutti accreditati nelle graduatorie regionali della Lombardia. Gestisce inoltre 13 centri diurni per disabili gestiti per conto dell'Asl di Milano 1.
Nel 2008, con la nomina a sottosegretario, lascia la presidenza della Fondazione Mantovani, passandone la guida ai familiari.
Mantovani detiene altresì la società Immobiliare Vigevanese, che costruisce residenze socio-assistenziali.

## Carriera politica

### Elezione a europarlamentare
Con la discesa in campo nella politica di Silvio Berlusconi nel 1994 aderisce a Forza Italia, diventando responsabile dell’ufficio Enti Locali della Lombardia.
Alle elezioni europee del 1999 si candida al Parlamento europeo, tra le liste di Forza Italia nella circoscrizione Italia nord-occidentale, venendo eletto europarlamentare ricevendo 38.000 voti di preferenza. Nel corso del primo mandato è stato membro della Commissione per l'occupazione e gli affari sociali e della Delegazione per le relazioni con la Repubblica Popolare Cinese, oltreché membro sostituto della Commissione per lo sviluppo e la cooperazione e della Delegazione alla commissione parlamentare mista UE-Slovenia.
Alle elezioni europee del 2004 si è riconfermato all'europarlamento con quasi 48.000 preferenze, dov'è stato vicepresidente della Delegazione all'Assemblea parlamentare paritetica ACP-UE.
Nell'aprile 2008, in seguito alla sua elezione al Senato della Repubblica tra le file del PdL, opta per sedere a Palazzo Madama, lasciando il seggio di europarlamentare alla subentrante Iva Zanicchi.

### Sindaco di Arconate
Nel 2001 viene eletto sindaco di Arconate, alla guida della lista civica "Grande Arconate", con il 51% dei voti; venendo riconfermato nelle consultazioni amministrative del 2006 con il 68% dei consensi. Nel 2009, a seguito delle dimissioni della maggioranza del consiglio comunale, si ripresenta alle elezioni anticipate e nuovamente primeggia con il 66% dei consensi. Non potendo più concorrere alla carica di sindaco, nel 2014 si ricandida come consigliere comunale: viene eletto, ma si dimette nel maggio 2015.

### Senatore PdL e Sottosegretario alle Infrastrutture

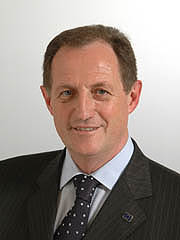
Mantovani in seguito alla sua elezione al Senato della Repubblica nel 2008.

Nel 2008 è stato responsabile del Progetto Nazionale Albo Difensori della Libertà, occupandosi di reclutare 120 000 rappresentanti di lista per il PdL in occasione delle elezioni politiche di quell'anno. Nella medesima tornata elettorale si candida al Senato della Repubblica nella circoscrizione Lombardia, risultando eletto.
Con la nascita del quarto governo Berlusconi viene nominato sottosegretario di Stato al Ministero delle infrastrutture e dei trasporti. Nell'ottobre 2010 è stato criticato per un assegno rilasciato dal ministero al Comune di Bologna per l'edilizia scolastica; sull'assegno compariva la faccia sorridente di Berlusconi. Il PD di Bologna ha denunciato la gestione napoleonica delle risorse da parte del ministero.
A gennaio 2009 consegna un altro assegno con la faccia di Berlusconi al sindaco di Milano, Letizia Moratti; rappresenta lo sblocco di 24 milioni di euro di fondi governativi per il tunnel di Via Gattamelata, un'opera che non verrà mai terminata e che verrà dichiarata inutile nel 2013 dall'allora assessore alla viabilità Pierfrancesco Maran.
Il 29 gennaio 2011 viene nominato coordinatore regionale del PdL in Lombardia da Silvio Berlusconi, succedendo al dimissionario Guido Podestà, andando a gestire le elezioni amministrative di quell'anno che segneranno un disastro per il PdL soprattutto a Milano.
Alle elezioni politiche del 2013 viene rieletto al Senato della Repubblica per il PdL; si dimette tuttavia per incompatibilità (complice la contestuale nomina in Regione Lombardia) il 3 giugno 2013, venendo sostituito da Lionello Marco Pagnoncelli.

### Vicepresidente della Regione Lombardia
Alle elezioni regionali in Lombardia del 2013 si candida tra le liste del PdL, nella mozione del segretario federale della Lega Roberto Maroni, venendo eletto nella circoscrizione di Milano in consiglio regionale della Lombardia, risultando con quasi 13.000 preferenze il più votato tra tutti i candidati, aderendo al gruppo Forza Italia-PdL. Successivamente viene nominato dal presidente Maroni vicepresidente della Regione Lombardia e assessore alla sanità.
Il 1º settembre 2015 lascia, dopo la riforma sanitaria regionale con la creazione del super-assessorato tra Sanità e Welfare, l'assessorato regionale alla Salute (che sarà retto ad interim dal presidente Maroni) per la delega di assessore regionale ai Rapporti con l'Unione Europea, alla Programmazione comunitaria e alle Relazioni internazionali, che mantiene fino al 13 ottobre 2015.

### Adesione a Fratelli d'Italia e Ritorno al Parlamento europeo
Nel dicembre 2016 aderisce al movimento di Daniela Santanchè Noi Repubblicani - Popolo Sovrano. Successivamente segue la Santanchè anche nel gennaio del 2018 lasciando il suo storico partito Forza Italia e aderendo a Fratelli d'Italia (FdI) di Giorgia Meloni.
Alle elezioni europee del 2024 viene ricandidato al Parlamento europeo, tra le liste di FdI nella circoscrizione Italia nord-occidentale, venendo rieletto europarlamentare con oltre 39.000 preferenze e risultando il terzo degli eletti. Nel contempo si ricandida a sindaco di Arconate con una lista civica, divenendo nuovamente sindaco del suo paese con il 52% dei voti.
Il 23 luglio dello stesso anno, viene eletto fra i vicepresidenti della Commissione giuridica del Parlamento europeo.

## Vicende giudiziarie
La mattina del 13 ottobre 2015, mentre era in carica come vicepresidente di Regione Lombardia, viene arrestato con l'accusa di abuso d'ufficio, turbativa d'asta, corruzione e concussione: la contestazione riguarda presunti interventi indebiti per truccare gare di appalti relative al trasporto di pazienti dializzati, all'edilizia scolastica e alle case di riposo, nonché per aver fatto pressioni per far assumere persone a lui vicine; i fatti sarebbero stati commessi fra il 6 giugno 2012 e il 30 giugno 2014, periodo nel quale Mantovani era (alternativamente) senatore, sindaco di Arconate e assessore alla Salute della Lombardia. Il giorno seguente Mantovani, per voce del suo avvocato, si dichiara estraneo ai fatti che gli vengono contestati e si autosospende dalla carica di vicepresidente della giunta lombarda. Il 23 novembre, dopo 40 giorni di carcere, gli vengono concessi gli arresti domiciliari. Il 14 aprile 2016 torna in libertà per decorrenza dei termini e il 3 maggio fa ritorno nell'aula del consiglio regionale. Nell’ottobre del 2017 l’accusa di abuso d’ufficio va in prescrizione, mentre per il resto delle accuse arriva il rinvio a giudizio.
Un'ulteriore vicenda giudiziaria lo coinvolge a settembre 2017, allorché viene accusato di corruzione nell'inchiesta che porta all'arresto del sindaco di Seregno Edoardo Mazza per legami con la 'ndrangheta; Mantovani due anni prima aveva infatti sostenuto la sua campagna elettorale, accanto all'imprenditore Antonino Lugarà, al quale parimenti viene contestata contiguità al boss Giuseppe Morabito detto "pascià". Mantovani (comunque mai coinvolto in contestazioni di natura mafiosa) subito professa totale estraneità ai fatti e chiede un’audizione formale alla Commissione parlamentare antimafia.
A seguito dell'apertura di un secondo filone d'inchiesta per peculato e false fatturazioni, il 7 novembre 2017 Mantovani subisce sequestri preventivi per un valore di 1,3 milioni di euro, inclusivi della settecentesca Villa Clerici a Cuggiono e di un appartamento in Via Veniero a Milano; il provvedimento è legato all'accusa a carico delle onlus affiliate al gruppo Sodalitas e alla Fondazione Mantovani, attive nella gestione di case di riposo e beneficiarie di finanziamenti regionali, di aver pagato affitti (appunto per 1,3 milioni di euro dal 2008) stipulando contratti fittizi per i due immobili riconducibili alla famiglia Mantovani, senza però usare i locali. Mantovani presenta ricorso contro il sequestro al Tribunale del Riesame di Milano; nel 2018 il ricorso viene accolto dalla Cassazione. Nel febbraio del 2020 la procura di Milano chiede il rinvio a giudizio per Mantovani con le accuse di autoriciclaggio, appropriazione indebita e dichiarazione fraudolenta mediante uso di fatture o altri documenti per operazioni esistenti; nel 2021 la proposta viene accolta per la sola dichiarazione fraudolenta, facendo cadere le restanti accuse.
Il 17 luglio 2019 Mantovani viene condannato in primo grado a 5 anni e 6 mesi di carcere (2 anni in meno della richiesta del PM) per turbativa d'asta, corruzione e concussione, nel processo relativo al filone d'inchiesta del 2015, sentenza ribaltata dalla Corte d'appello di Milano il 14 marzo 2022, che lo assolve "per non aver commesso il fatto"; il 6 luglio 2022, non essendo pervenuto alcun ricorso in Cassazione da parte della procura generale, l'assoluzione di Mantovani diviene definitiva. Un'ulteriore assoluzione con analoga formula viene pronunciata il 21 luglio 2022 in relazione al filone d'inchiesta del 2017 sui presunti reati fiscali legati alle onlus attive nelle RSA.

## Opere
- Carità, Verità e Buongoverno. Il Magistero di Benedetto XVI e l'azione del governo Berlusconi, Siena, Cantagalli, 2010. ISBN 9788882725808